# Ernst Fabricius
Ernst Christian Andreas Martin Fabricius, född den 6 september 1857 i Darmstadt, död den 22 mars 1942 i Freiburg im Breisgau, var en tysk arkeolog och antikhistoriker. Han var son till statistikern August Fabricius och dotterson till orientalisten Andreas Schleiermacher.
Fabricius började sina universitetsstudier i Strassburg. År 1881 promoverades han till filosofie doktor på avhandlingen De architectura Graeca commentationes epigraphicae vid universitetet i Bonn. Bland hans lärare märks Adolf Michaelis, Rudolf Schöll, Heinrich Nissen och Hermann Usener. Som stipendiat vid Deutsches Archäologisches Institut besökte han Italien, Grekland och Mindre Asien. Mellan 1882 och 1888 deltog han i utgrävningar i Pergamon samt på Lesbos, Samos och Kreta. På Kreta samarbetade Fabricius med Federico Halbherr och var en betydelsefull deltagare i undersökningarna av Gortyns lagkodex ("Leggi di Gortina"). Efter sin habilitation 1886 blev han privatdocent i klassisk filologi, arkeologi och antikens historia vid universitetet i Berlin. År 1888 reste  han tillsammans med geografen Heinrich Kiepert till Grekland och Mindre Asien. Från 1888 till sin pensionering (1926) var han professor i antikens historia vid universitetet i Freiburg i Breisgau. Från 1902 ledde han Reichs-Limeskommission för utforskningen av Limes Germanicus. Han var ledamot av Bayerische Akademie der Wissenschaften, Preußische Akademie der Wissenschaften, Akademie der Wissenschaften zu Göttingen och Heidelberger Akademie der Wissenschaften.